# Photostomias liemi
Photostomias liemi is een straalvinnige vissensoort uit de familie van de Stomiidae. De wetenschappelijke naam van de soort is voor het eerst geldig gepubliceerd in 2009 door Kenaley.